# Sigmodon arizonae
Sigmodon arizonae is een zoogdier uit de familie van de Cricetidae. De wetenschappelijke naam van de soort werd voor het eerst geldig gepubliceerd door Mearns in 1890.

## Voorkomen
De soort komt voor in Mexico en de Verenigde Staten.